# Nannorrhops ritchieana
Genre
Espèce
Classification phylogénétique
Nannorrhops ritchieana est une espèce de palmiers de la famille des Arecaceae.Il y a deux espèces acceptées à l'heure actuelle du genre Nannorrhops. Ce nom générique provient du grec nannos « nain », et rhops « buisson ». L'espèce ritchieana est dédiée à David Ritchie qui a découvert ce palmier. Une nouvelle espèce N. baluchestanica a été découverte par Mme Mansooreh Khodashenas  et ses collègues, en 2016, dans une province du sud-est de l'Iran, le Baloutchistan .

## Classification
- Sous-famille des Coryphoideae
  - Tribu des Chuniophoeniceae

## Habitat
Nannorrhops ritchieana est répandue au Pakistan, en Afghanistan en Iran et au sud-est de la Péninsule Arabique. C'est une espèce très résistante au froid, elle supporte des températures allant jusqu'à -12 / -20 C°, selon les variétés, et dans son habitat, elle est souvent recouverte de neige.
Le palmier pousse à l'état naturel, dans des zones arides à semi-désertiques, allant d'une faible altitude à un peu moins de 2000 mètres d'altitude. Il croît où il trouve de l'eau dans le sol.
Il en existe deux variétés, une variété aux feuilles vertes, et une aux feuilles argentées. Il semble que la première soit plus résistante au froid que la deuxième.

### Description
- Stipe : Il comprend plusieurs stipes qui peuvent atteindre 10 mètres de longueur et 25 cm de diamètre. Les troncs sont massifs et gris. Ils peuvent être recouverts de la base des anciens pétioles fendues. Ils ont tendance à ramper sur le sol.
- Inflorescence : Nannorrhops ritchieana est hermaphrodite. L'inflorescence prolonge le cœur de la couronne, mesure jusqu'à 2 m, et comprend des fruits bruns et ronds qui contiennent une graine marron globuleuse d'environ 1,5cm de diamètre.
- Couronne : La couronne se compose d'une dizaine, ou d'une vingtaine de feuilles. Les couronnes de feuilles sont monocarpiques. Lorsqu'elles meurent, elles sont remplacées sur le même stipe par une nouvelle couronne.
- Feuilles : Les feuilles sont costapalmées et font environ 1 m de large. Elles ont une couleur glauque ou verte. À leur extrémité, les segments rigides se divisent en deux parties. Le pétiole, qui est vert et lisse, mesure environ 1 m.

## Liens externes

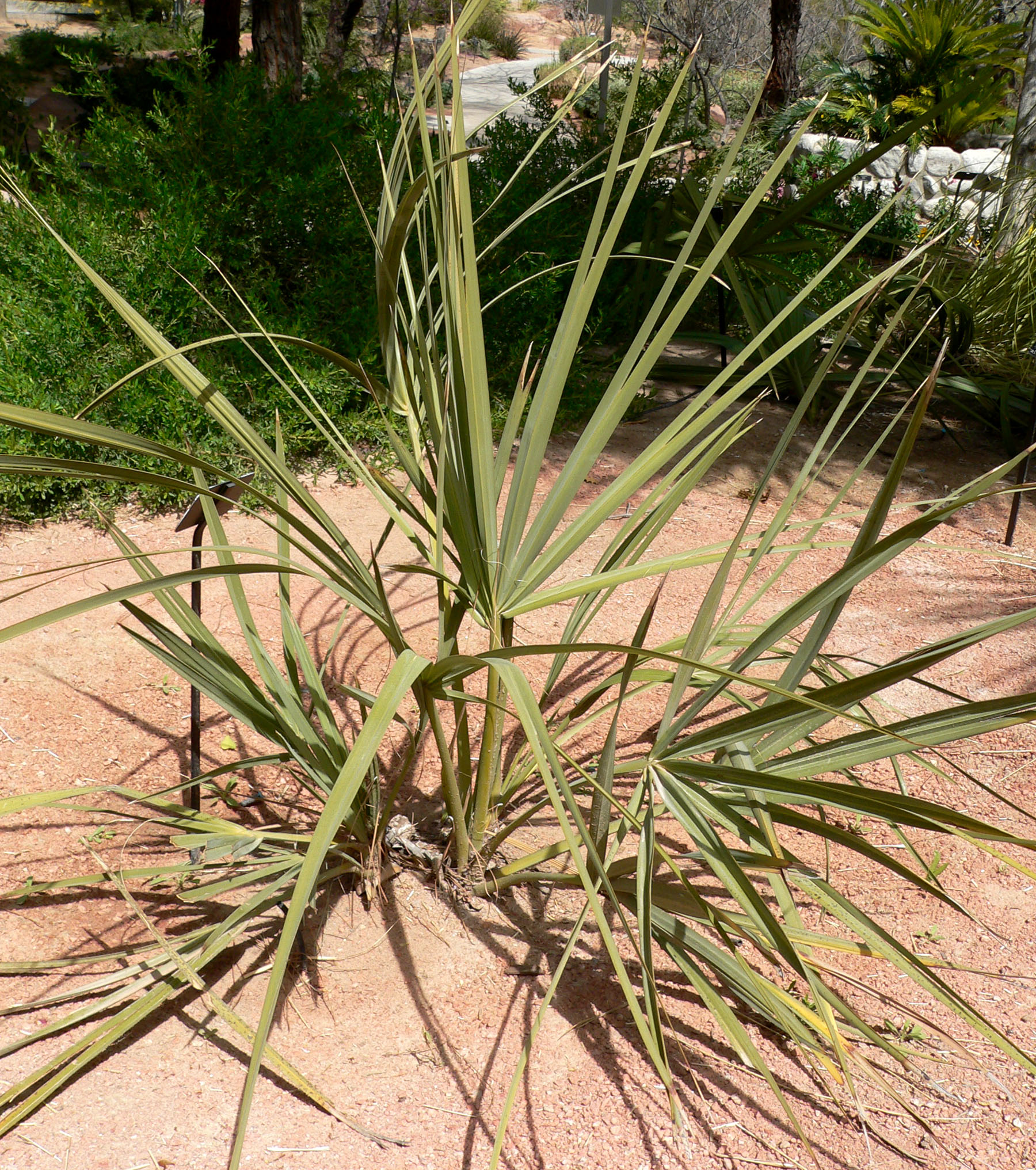
Jeune pousse de Nannorrhops ritchieana

### Nannorrhops
- (en) NCBI : Nannorrhops (taxons inclus)
- (en) GRIN : genre Nannorrhops  H. Wendl.  (+liste d'espèces contenant des synonymes)
- (en) POWO :  Nannorrhops   H.Wendl.  (consulté le 24 janvier 2021)

### Nannorrhops ritchieana
- (en) World Checklist of Selected Plant Families (WCSP) : Nannorrhops ritchieana (Griff.) Aitch. (1882).   (consulté le 3 mai 2017)
- (en) NCBI : Nannorrhops ritchiana (taxons inclus)
- (en) GRIN : espèce Nannorrhops ritchiana  (Griff.) Aitch.
- Photos sur le site d'un amateur de palmiers
- (en) POWO :  Nannorrhops ritchieana   (Griff.) Aitch.  (consulté le 24 janvier 2021)

### Nannorrhops baluchestanica
- (en) World Checklist of Selected Plant Families (WCSP) : Nannorrhops baluchestanica Khodash. (2016)   (consulté le 24 janvier 2021)
- (en) POWO :  Nannorrhops baluchestanica   Khodash.  (consulté le 24 janvier 2021)